# Exechia peyerimhoffi
Exechia peyerimhoffi är en tvåvingeart som beskrevs av Burghele 1966. Exechia peyerimhoffi ingår i släktet Exechia och familjen svampmyggor. Inga underarter finns listade i Catalogue of Life.